# Лутракі
Лутракі (новогр. — Λουτράκι, кафаревуса — Λουτράκιον) — грецьке місто-курорт у номі Коринфія, на березі Коринфської затоки Іонічного моря. Місто є складовою і адміністративним центром діму Лутракі-Перахора. Назва міста ймовірно походить від грецького слова Λουτρά (лутра), яке означає купальня або джерело, через велику кількість теплих джерел мінеральної води, що знаходяться в місті та його околицях.

## Історія
Ще за часів Стародавньої Греції поселення вважалося улюбленим місцем богів, що знаходилося під їх опікою. Головною покровтелькою місцевості вважалася Артеміда. Вже з часів Стародавнього Риму на базі місцевих теплих джерел створювалися купальні (терми), руїни яких збереглися і відносяться до визначних місць Лутракі. У XIX столітті в Європі набувають популярності лікувальні властивості теплих мінеральних джерел. Це спричиняє хвилю переселенців до Лутракі з Італії. 1928 року внаслідок землетрусу містечко було вщент зруйноване і відбудоване з руїн.

## Розташування
Місто розташоване на березі Коринфської затоки на віддалі 4 км на північний схід від Коринфу, на протилежному боці Коринфського каналу. З півночі та північного сходу місто оточене пасмом невисоких гір, які додають йому мальовничості та захищають від північних вітрів.

## Інфраструктура
З останньої третини XX століття Лутракі інтенсивно розвивається як курортно-туристичний центр. У місті збудовано численні готелі та бальнеологічні установи. Місто має декілька шкіл, ліцеїв і гімназію. Розвинута сфера громадського харчування і туристичних послуг. Тут розташоване одне з найбільших в Європі казино — Club Hotel Casino Loutraki. Зі столицею Греції Афінами Лутракі зв'язують автомобільні шляхи та залізниця.
2009 року Лутракі було головною базою проведення етапу чемпіонату світу з ралі — Ралі Акрополіс 2009.

## Визначні місця і споруди
Як в самому місті, так і в його околицях є багато визначних місць:
- В околицях міста (10 км) на горі Гераніа знаходиться жіночий монастир Святого Патапія.
- Неподалік міста знаходяться руїни відомого храму Гери, руїни Мікен, Коринфу та Фів.